# Oktaedrická molekulová geometrie
Oktaedrická (též čtvercově bipyramidální molekulová geometrie) je druh molekulové geometrie, kdy je šest atomů či skupin atomů (ligandů) uspořádáno kolem centrálního atomu takovým způsobem, že vytváří pravidelný osmistěn. Mezi jednotlivými ligandy obvykle nejsou žádné vazby. Dokonalému osmistěnu odpovídá bodová grupa Oh.
K oktaedrickým sloučeninám patří například fluorid sírový (SF6) a hexakarbonyl molybdenu (Mo(CO)6) Jako oktaedrické se molekuly často označují čistě podle geometrie centrálního atomu, bez ohledu na rozdíly mezi ligandy; například chlorid hexamminkobaltitý ([Co(NH3)6]Cl3) není v matematickém smyslu oktaedrický, protože vazby N-H jsou odlišně orientované.
Pojem oktaedrické geometrie vytvořil Alfred Werner za účelem vysvětlení stechiometrie a izomerie koordinačních sloučenin; jeho práce pomohly určit počet možných izomerů těchto sloučenin. Oktaedrické komplexy obsahující aminové ligandy a jednoduché anionty bývají často označovány jako Wernerovy komplexy.

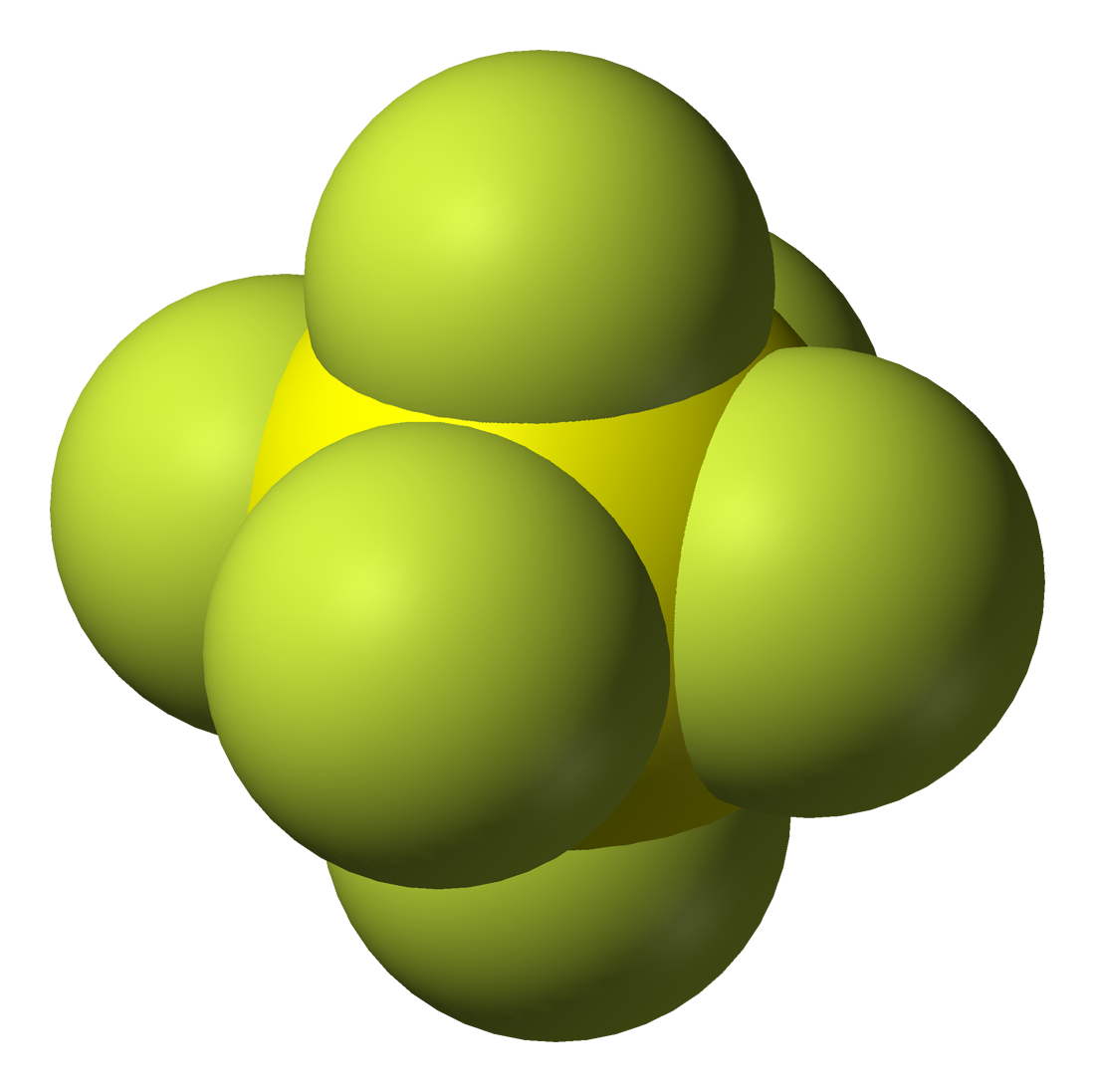
Struktura fluoridu sírového

## Izomerie
Pokud se na oktaedrické centrum (M) naváže více různých ligandů (La, Lb, ...), tak může komplex vytvářet různé izomery. Tyto izomery se pojmenovávají podle počtu a uspořádání ligandů.

### Cisatrans

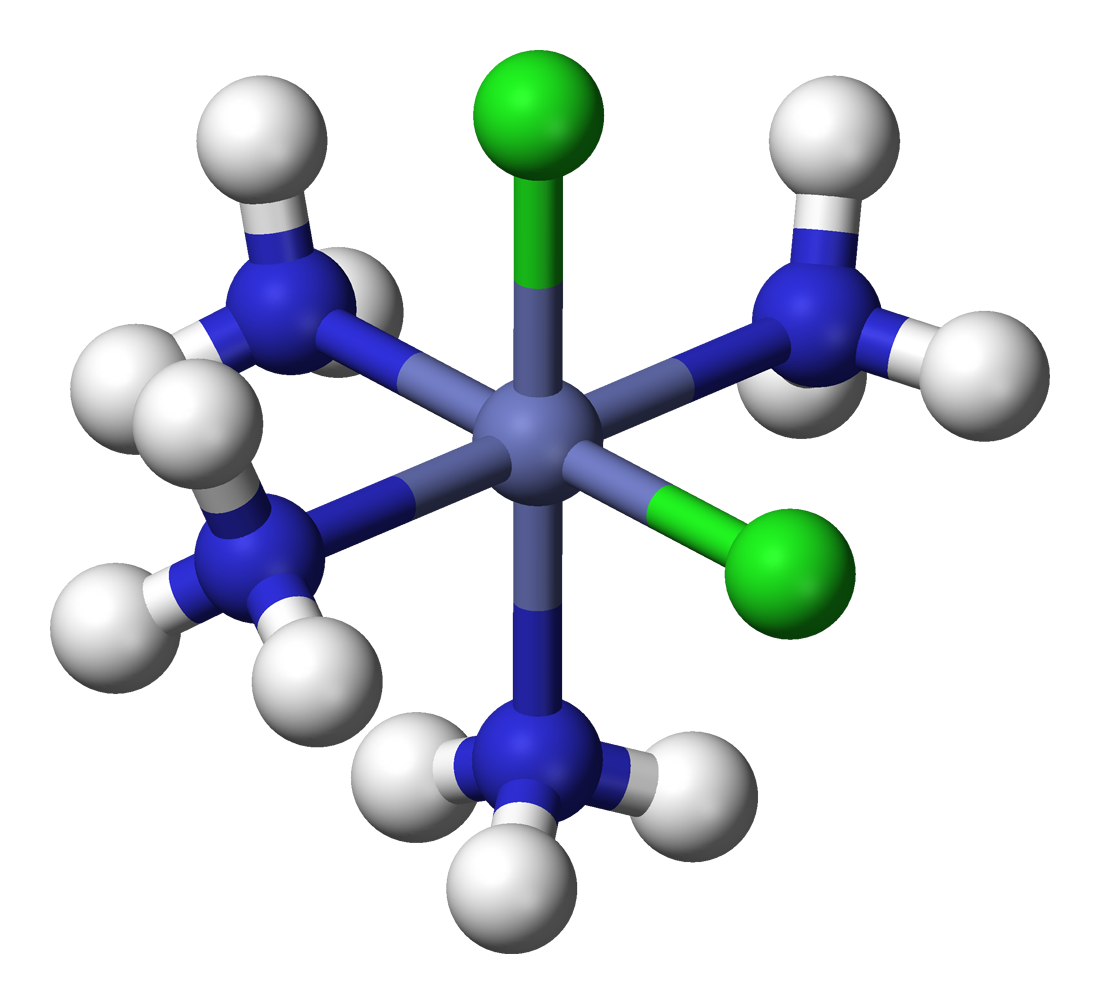
cis-[CoCl_{2}(NH_{3})_{4}]^{+}
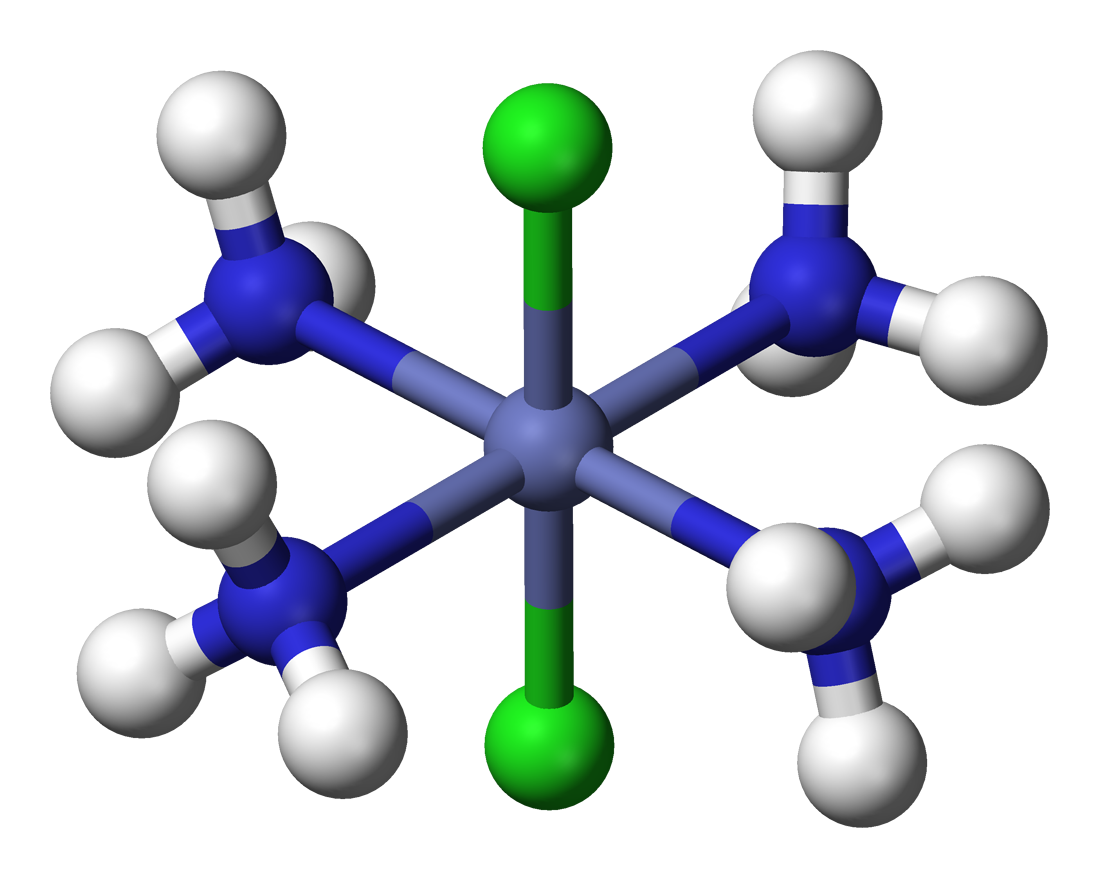
trans-[CoCl_{2}(NH_{3})_{4}]^{+}

U komplexů typu ML a
4 L b
2  se vyskytují dva izomery, cis má ligandy Lb umístěné vedle sebe a u trans jsou umístěné v úhlu 180°. Za výzkum těchto komplexů získal Alfred Werner v roce 1913 Nobelovu cenu za chemii.
- cis-[CoCl2(NH3)4]+
- trans-[CoCl2(NH3)4]+

### Faciální a meridionální izomery

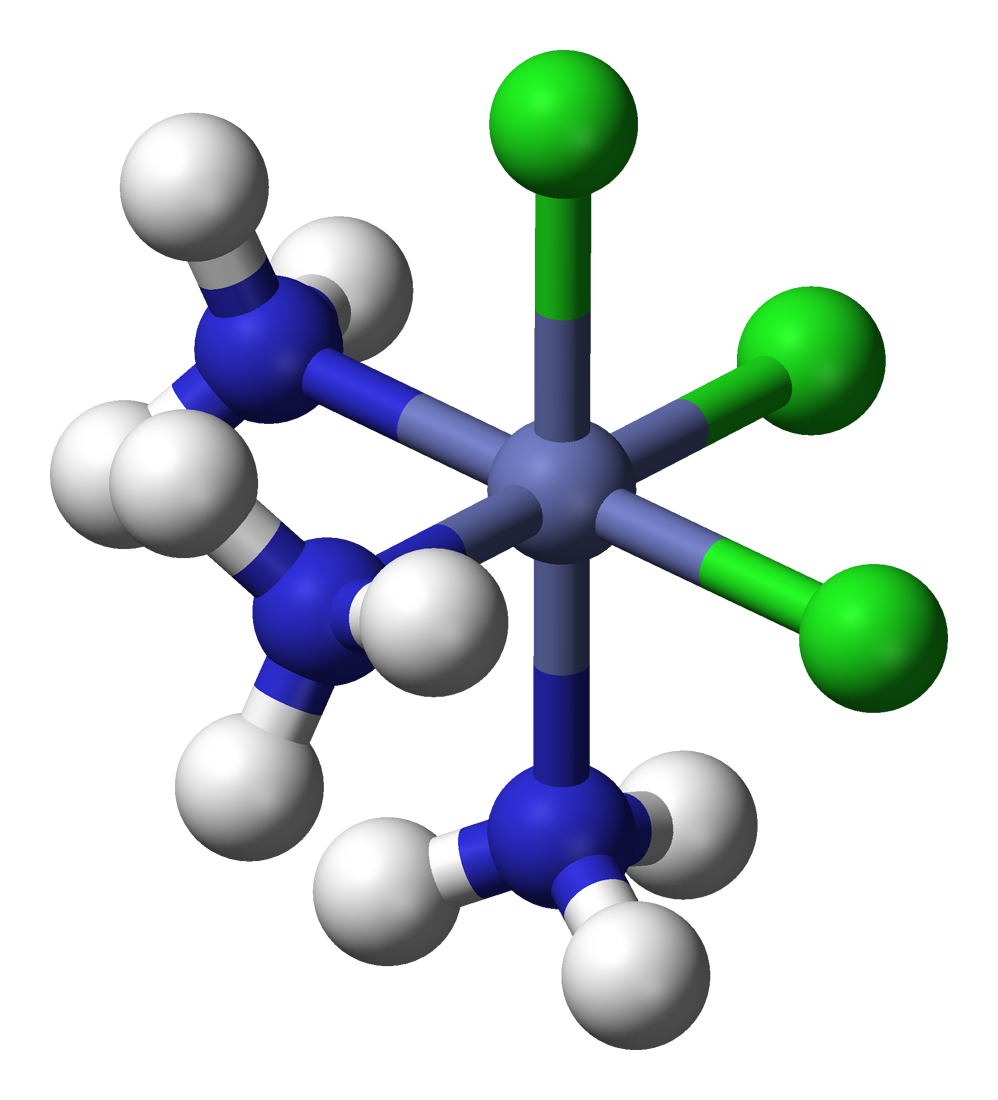
fac-[CoCl_{3}(NH_{3})_{3}]
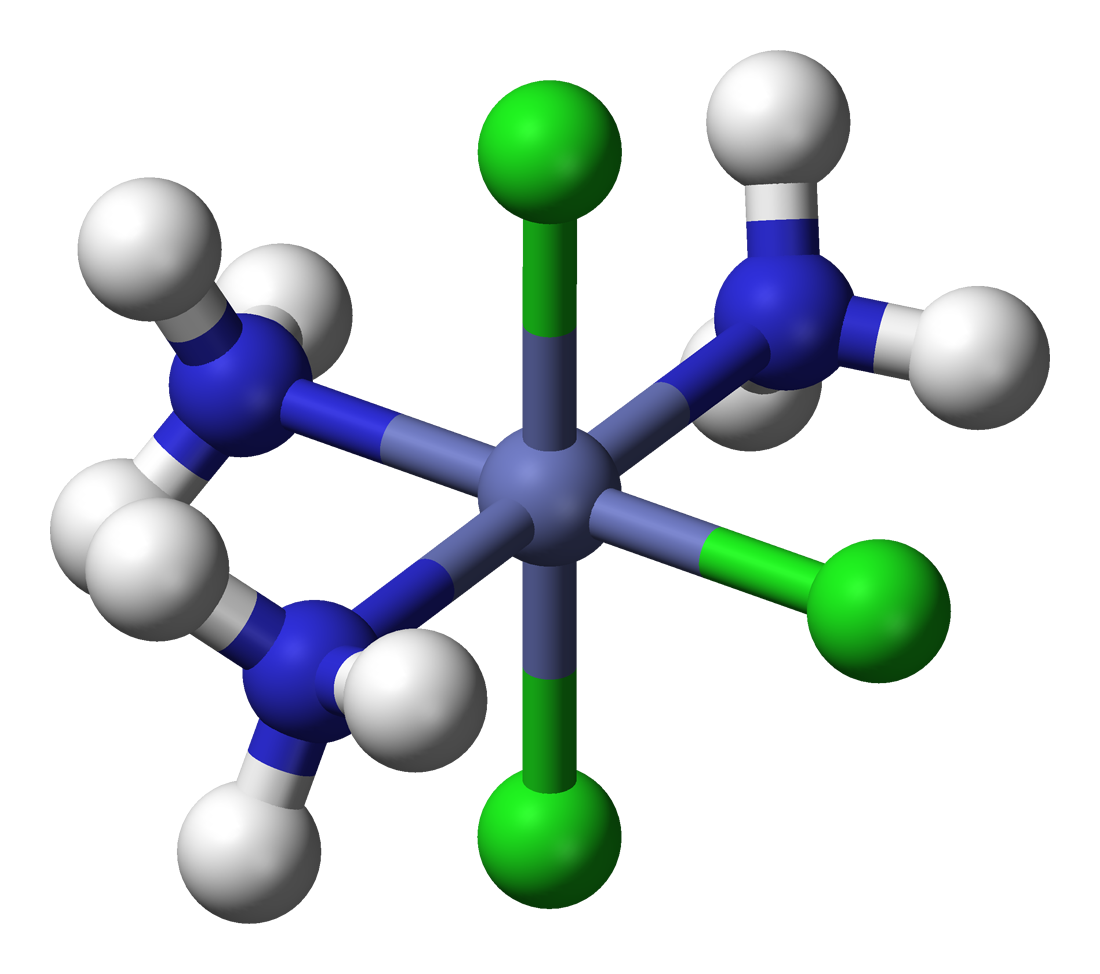
mer-[CoCl_{3}(NH_{3})_{3}]

Komplexy odpovídající vzorci ML a
3 L b
3  vytváří dvojici izomerů označovaných jako faciální (fac), kde jsou tři stejné ligandy navázány na jedné stěně osmistěnu obklopujícího atom kovu, takže libovolné dva ligandy jsou navzájem v poloze cis, a meridionální (mer), kde rovina určená těmito ligandy prochází skrz kov.
- fac-[CoCl3(NH3)3]
- mer-[CoCl3(NH3)3]

### Δ a Λ izomery
Komplexy se třemi bidentátními nebo dvěma cis-bidentátními ligandy tvoří dvojice enantiomerů. Níže jsou zobrazeny příklady takových sloučenin:

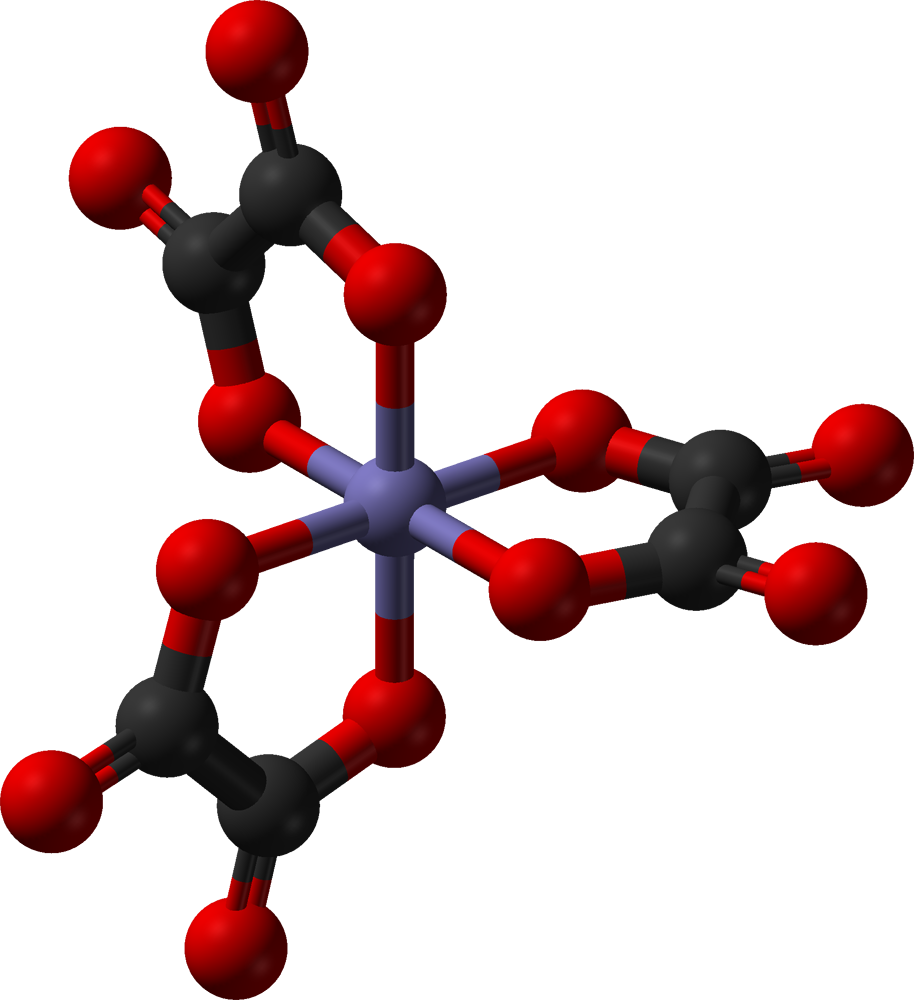
Λ-[Fe(ox)3]3−
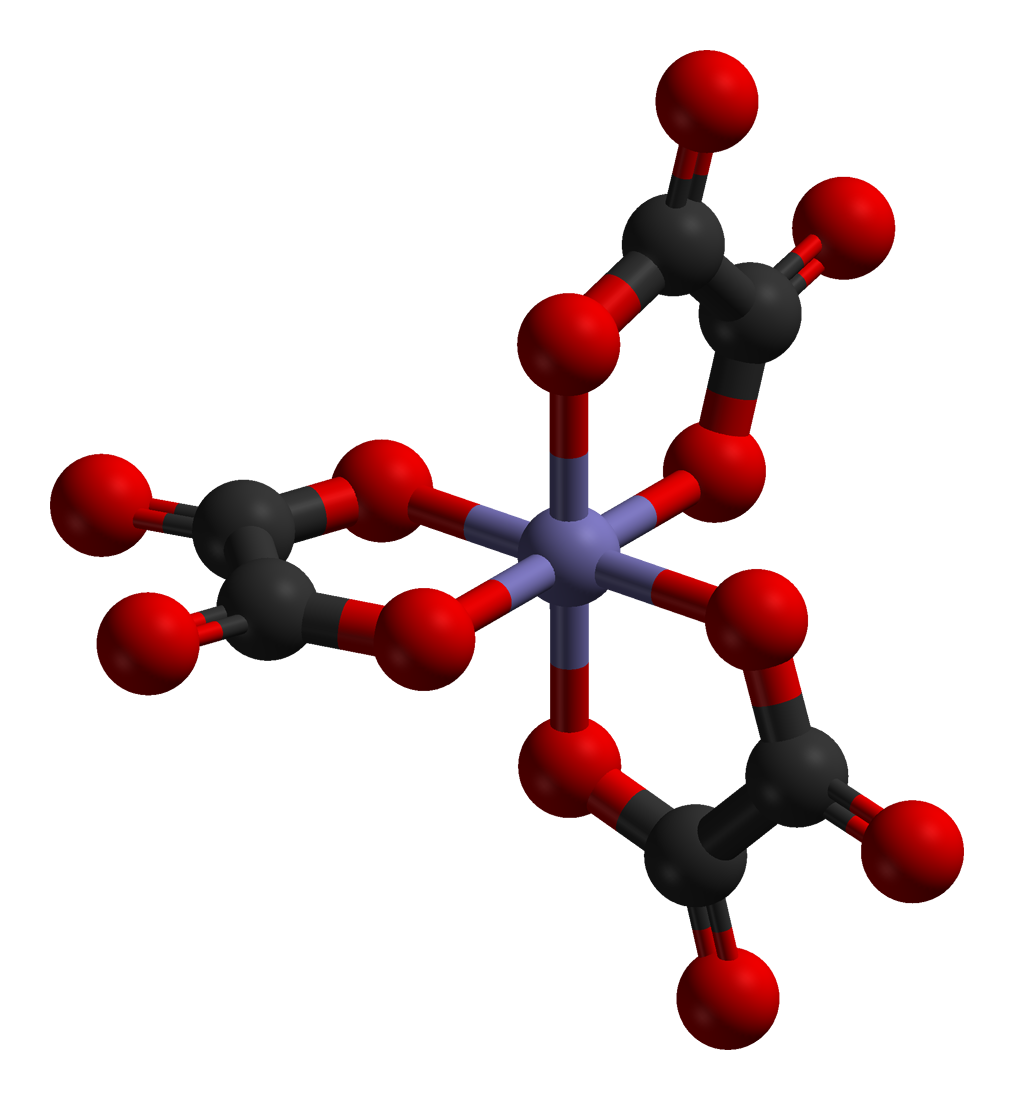
Δ-[Fe(ox)3]3−
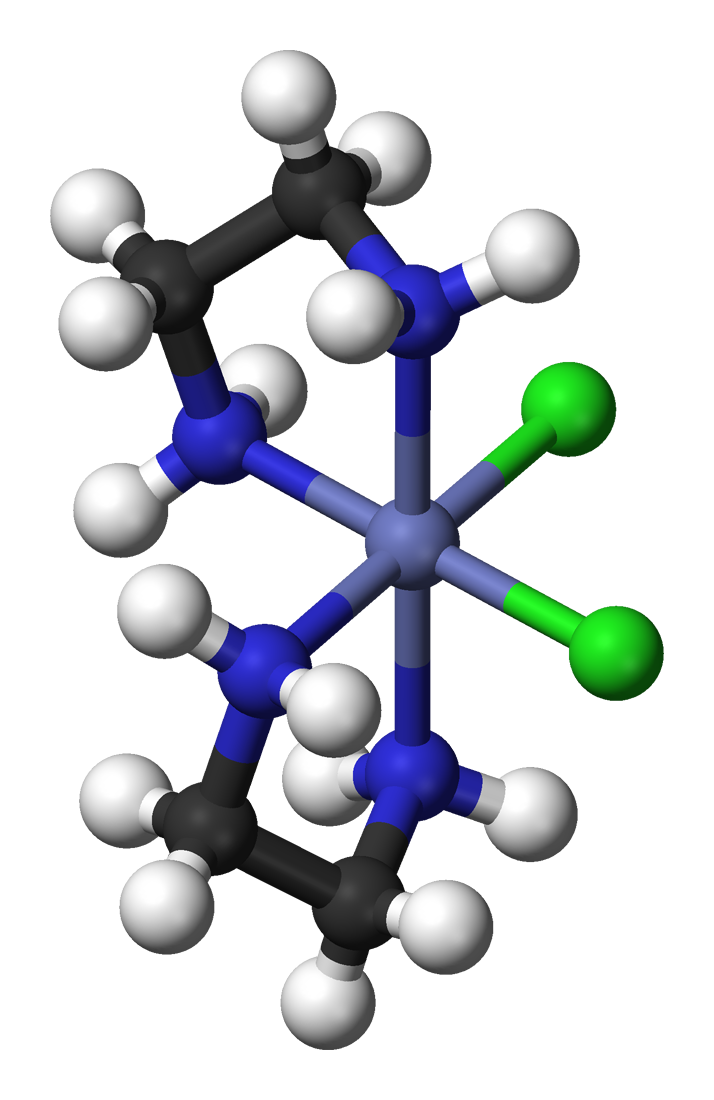
Λ-cis-[CoCl2(en)2]+
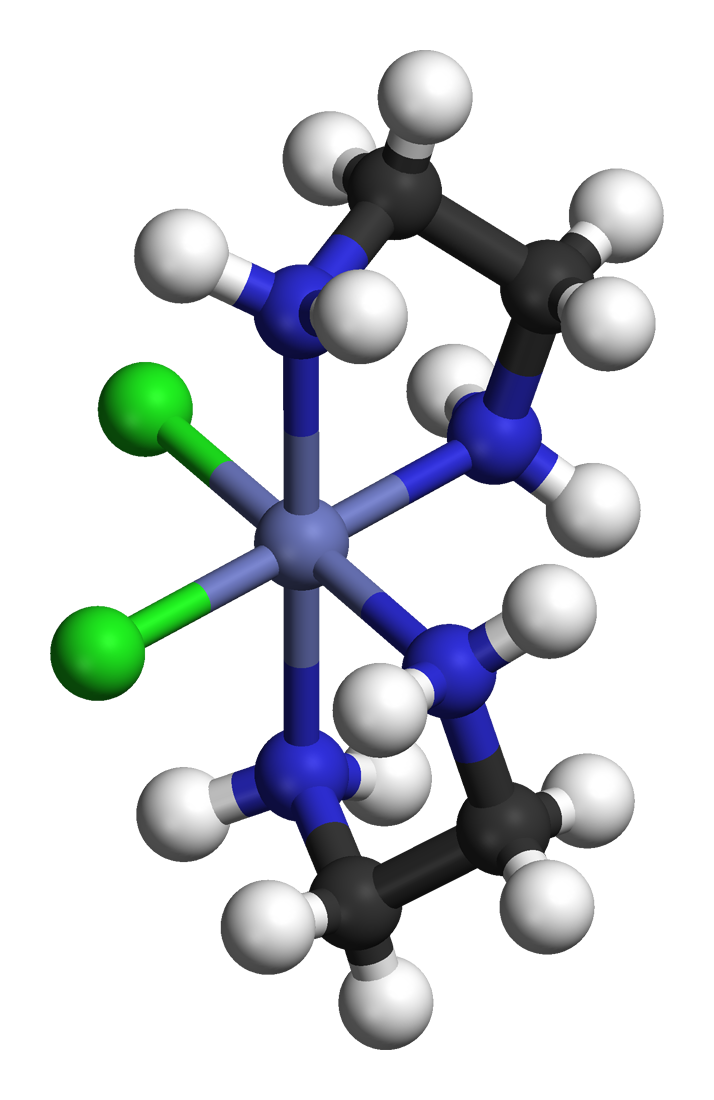
Δ-cis-[CoCl2(en)2]+

### Ostatní
U ML a
2 L b
2 L c
2  je pět možných geometrických izomerů a šest stereoizomerů.
1. Jeden izomer má všechny tři dvojice ligandů v poloze trans.
2. Tři izomery s jednou dvojicí identických ligandů (La nebo Lb nebo Lc) jsou trans a zbylé dva cis.
3. Dva enantiomerní páry, kde jsou všechny dvojice identických ligandů cis. Toto uspořádání je ekvivalentní výše uvedenému Δ a Λ.

Počet odpovídajících si izomerů oktaedrického komplexu může být až 30, pokud má šest různých ligandů (u tetraedrického se čtyřmi různými ligandy jsou možné pouze dva). Následující tabulka shrnuje všechny kombinace pro monodentátní ligandy:
| Vzorec             | Počet izomerů | Počet enantiomerních párů |
| ------------------ | ------------- | ------------------------- |
| ML6                | 1             | 0                         |
| ML a 5 Lb          | 1             | 0                         |
| ML a 4 L b 2       | 2             | 0                         |
| ML a 4 LbLc        | 2             | 0                         |
| ML a 3 L b 3       | 2             | 0                         |
| ML a 3 L b 2 Lc    | 3             | 0                         |
| ML a 3 LbLcLd      | 5             | 1                         |
| ML a 2 L b 2 L c 2 | 6             | 1                         |
| ML a 2 L b 2 LcLd  | 8             | 2                         |
| ML a 2 LbLcLdLe    | 15            | 6                         |
| MLaLbLcLdLeLf      | 30            | 15                        |

Platí tedy, že všech 15 diastereomerů MLaLbLcLdLeLf je chirálních, zatímco u ML a
2 LbLcLdLe existuje šest chirálních diastereomerů vedle tří nechirálních (těch, které mají La v poloze trans). Oktaedrická geometrie umožňuje mnohem širší spektrum izomerů, než tetraedrická, která u organických komplexů převažuje. Tetraedrický komplex MLaLbLcLd vytváří jediný enantiomerní pár a k tvorbě dvou diastereomerů organické sloučeniny jsou třeba nejméně dvě uhlíková stereocentra.

## Odchylky od ideální symetrie

### Jahnův–Tellerův efekt
Oktaedrické komplexy mohou být ovlivňovány Jahnovým–Tellerovým efektem, který snižuje symetrii z Oh na D4h.

### Narušená oktaedrická geometrie
Některé molekuly, například fluorid xenonový (XeF6) nebo hexafluorojodičnanový anion (IF −
6 ) obsahují volné elektronové páry, jež způsobují změnu symetrie molekuly z Oh na C3v.
Tato geometrie je odchylkou od pentagonálně pyramidální, kterou předpovídá teorie VSEPR.

## Bioktaedrické molekuly
Dva osmistěny se mohou spojit za zachování oktaedrické koordinační geometrie, kdy se koncové ligandy nahradí můstkovými; osmistěny mohou mít společné stěny (takové molekuly mají vzorec M2L6(μ-L)3) nebo vrcholy (vzorec [M2L8(μ-L)]2). Polymery těchto sloučenin vytváří struktury [ML2(μ-L)2]∞ a [M(μ-L)3]∞.
Molekulové geometrie složené ze dvou osmistěnů se společnými stěnami nebo vrcholy se nazývají bioktaedrické. Takovou strukturu mívají, v roztocích a pevném skupenství, mnohé pentahalogenidy a pentaalkoxidy, například chlorid niobičný. Řada tetrahalogenidů, například chlorid zirkoničitý, vytváří polymery s osmistěny se společnými vrcholy. Strukturu se společnými stěnami mají například bromid molybdenitý, bromid ruthenitý a bromid thallitý.

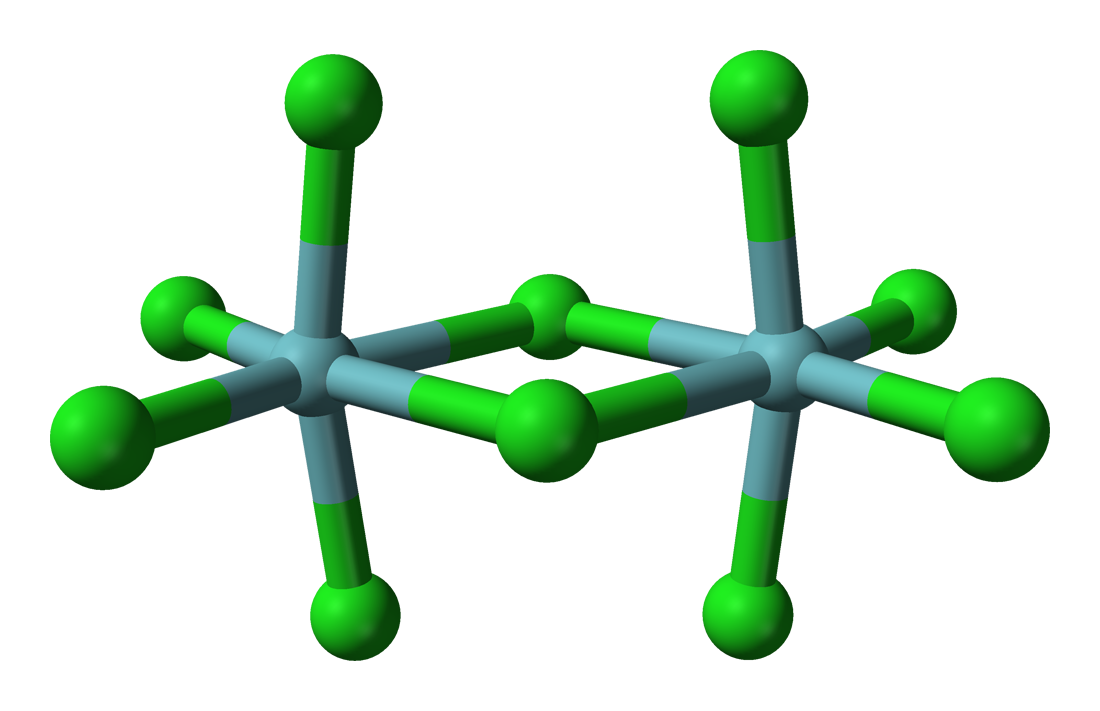
Model struktury chloridu niobičného
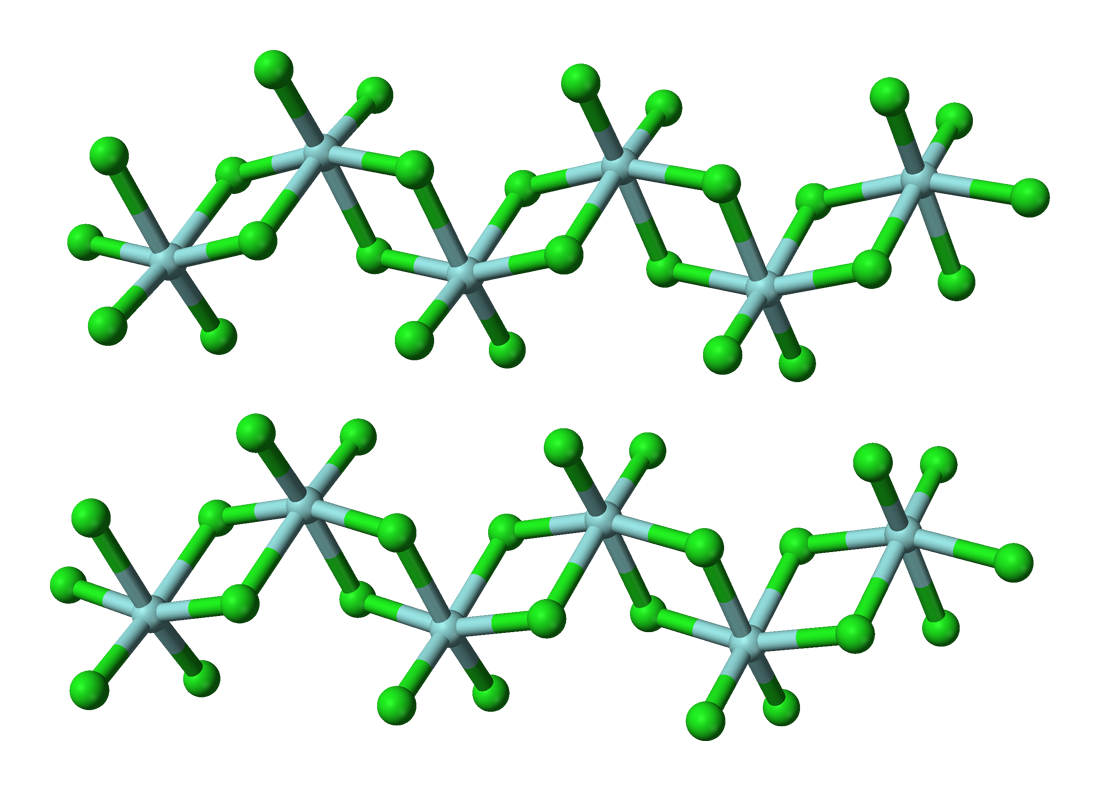
Model struktury chloridu zirkoničitého
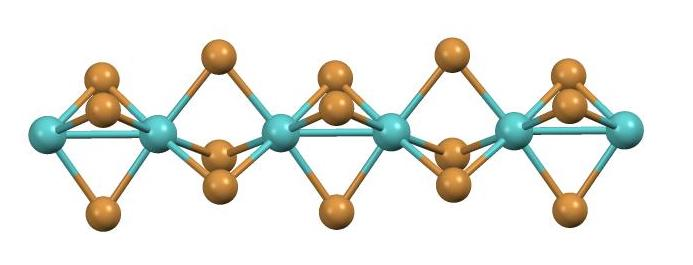
Model struktury bromidu molybdenitého
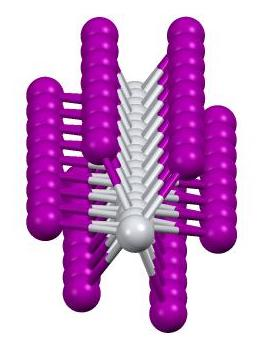
Struktura jodidu titanitého se znázorněním zakrývání halogenidových ligandů

## Trigonálně prizmatická molekulová geometrie
Sloučeniny odpovídající vzorci p-MX6 mívají trigonálně prizmatickou geometrii, s grupou symetrie D3h; i při této geometrii je všech šest ligandů ekvivalentních. Vyskytují se ji narušené trigonálně prizmatické struktury, se symetrií C3v, například hexamethylwolfram (W(CH3)6).
Vzájemné přeměny mezi Δ- a Λ-komplexy probíhají pravděpodobně přes trigonálně prizmatické meziprodukty.

## Rozštěpení energií d-orbitalů
U volných iontů, například plynného Ni2+ nebo Mo0, jsou energie všech d-orbitalů stejné. U oktaedrických komplexů jsou energie dz2 a dx2−y2 destabilizované a energie dxz, dxy, a dyz stabilizované. Rozdíl energie mezi těmito skupinami orbitalů je základem teorie krystalového pole a teorie ligandového pole. Ztráta degenerace při vzniku oktaedrického komplexu se označuje jako štěpení krystalového pole nebo štěpení ligandového pole. Rozdíl energií se značí Δo a závisí na počtu a vlastnostech ligandů. Pokud je symetrie komplexu nižší než oktaedrická, tak může dojít k dalšímu štěpení hladin eg a t2g, což se projevuje například u trans-ML a
4 L b
2 .
Síla ligandů jako donorů elektronů v tomto jevu roste v řadě:
jod < brom < fluor < acetát < oxalát < voda < pyridin < kyanid
„Slabší“ ligandy vytvářejí menší hodnoty Δo a absorbují na větších vlnových délkách.

## Reakce
Je známo mnoho reakcí oktaedrických komplexů,; dělených do těchto skupin:
- Substituce ligandů (mohou mít různé mechanismy)
- Adice ligandů, například protonace
- Redoxní reakce
- Přesmyky, kdy se mění relativní stereochemie ligandů v koordinační sféře.

Mnohé reakce oktaedrických komplexů přechodných kovů probíhají ve vodě. Reakce, kdy aniontový ligand nahradí koordinovanou molekulu vody se nazývají anace; opačnou reakcí, kdy voda nahradí aniontový ligand, je aquace. Příkladem může být přeměna [CoCl(NH3)5]2+ na [Co(NH3)5(H2O)]3+ ve vodném prostředí, obzvláště za přítomnosti kyseliny nebo zásady. Po přidání koncentrované HCl se aquakomplex anací přemění zpět na chlorid.